# Cycnidolon pumillum
Cycnidolon pumillum är en skalbaggsart som beskrevs av Dilma Solange Napp och Martins 1985. Cycnidolon pumillum ingår i släktet Cycnidolon och familjen långhorningar. Inga underarter finns listade i Catalogue of Life.